# Čёrnyj princ
Čёrnyj princ (Чёрный принц) è un film del 1973 diretto da Anatolij Alekseevič Bobrovskij.

## Trama
Il colonnello Zorin sta indagando su un altro crimine. Persone sconosciute hanno commesso un'audace rapina. Questa volta un diamante unico "Black Prince" è stato rubato dalla collezione più preziosa. Questa pietra vale una favolosa somma di denaro.